# 尤緻妍
尤緻妍（Olivia Yu），廣告演員、模特兒，台北人。畢業於國立台灣藝術大學戲劇系。

## 廣告/短片
- 全家便利商店廣告 沙灘排球篇
- Nikon D3200相機廣告 (桂綸鎂代言)
- 龍泉水蜜桃啤酒廣告 熱鬧篇 (楊丞琳代言)
- 大陸福斯公益廣告
- 富宇建設東方之星平面廣告
- 曼秀雷敦潤唇凍膏平面廣告
- 高爾夫運動品牌Artinn平面廣告
- 大陸比巴卜泡泡糖廣告 公園篇
- 台灣精品形象推廣廣告 Asus Padfone篇 女主角
- 台灣精品形象推廣廣告 Giant單車篇 女主角
- 台灣精品形象推廣廣告 大愛衫篇 女主角
- 麥當勞廣告 日式香焙胡麻豬排堡篇
- Easybody廣告 (袁艾菲代言)
- 新光三越台北天母店8週年慶形象廣告 女主角
- 台茂購物中心形象廣告 微笑篇
- 威寶電信廣告 跑步機篇 女主角
- 威寶電信廣告 看展篇 女主角
- 威寶電信廣告 找餐廳篇 女主角
- 新光三越南西店平面廣告
- 神腦數位平板廣告 為什麼要去那篇
- 美夢成真鑽石平面廣告
- Avene法國雅漾舒護活泉水廣告 經驗分享篇 女主角
- 龍泉香蕉啤酒廣告 新鮮篇 (楊丞琳代言)
- 康是美廣告 魔鏡篇
- 麥當勞廣告 邀請篇
- 大陸搜狗智慧輸入法網路廣告 女主角
- 新安東京海上產險廣告 穿越篇 女主角
- HOLA廣告 時尚餐具食尚每一餐
- HOLA廣告 15週年慶
- 蕾黛絲廣告 不用喬篇 (侯佩岑代言)
- Samsung Galaxy Tab3廣告 隨身影院篇
- 大陸百威啤酒Budweiser亞洲保時捷卡雷拉杯廣告
- 101原創T恤廣告
- Panasonic Nanoe廣告 實驗證實篇 女主角
- 新光三越台北天母店9週年慶形象廣告 女主角
- 大陸脈動飲料廣告 花木男實驗室篇 女主角
- 中華郵政形象廣告 信賴篇 女主角
- 中華郵政業務推廣廣告 偶像劇篇 女主角
- Sony Bravia電視廣告
- 裙襬搖搖高爾夫公開賽廣告
- 床的世界廣告 年終慶篇 女主角
- 床的世界廣告 新春篇 女主角
- 國賓大悅房地產廣告
- 大陸Maybelline廣告 3大極精緻眼妝 女主角
- Samsung GALAXY NotePRO 網路影片
- 家樂福廣告 25週年幸福新關係篇
- 全家便利商店涼感衣平面廣告
- 光泉冷泡茶廣告 合音篇
- 新光三越南西店平面廣告
- 床的世界廣告 周年慶篇 女主角
- 大陸脈動飲料廣告(藍莓口味) 洗棗篇 女主角
- 大陸大宝保養品平面廣告
- 克麗緹娜品牌宣言廣告
- 蕾黛絲真水胸罩 骨牌篇 (侯佩岑代言)
- 賽吉兒夏季活動網路廣告 (林依晨代言)
- 大陸湖北衛視形象廣告
- 摩斯漢堡廣告(泰式酸辣雞腿堡vs.芒果咖哩雞腿堡)
- 大陸Oreo奧利奧巧輕脆廣告
- 新安東京海上產險廣告 小孩篇 女主角
- 大陸全家便利商店廣告 QQ篇 (羅志祥代言)
- 蘇菲廣告 滑翔翼篇 (林依晨代言)
- HTC Zoe廣告
- 艾杜紗亮顏光采CC霜網路廣告 女主角
- 台新銀行平面廣告
- 微電影-再見,再見 女主角
- 阿瘦皮鞋廣告 越走越健康篇
- 橘平屋海苔廣告 劈啪舞篇
- 新光三越南西店平面廣告
- Lay's樂事廣告 魔幻濃起司篇 (羅志祥代言)
- SYM三陽機車平面廣告
- 床的世界廣告 13週年慶篇 女主角
- 大陸東方雪鐵龍網路宣傳片
- 香港聖靈傳說手機遊戲廣告 女主角
- 家樂福冷氣特攻隊概念迷你劇 女主角
- 愛爾麗曬白機廣告 黑白篇 女主角
- 摩斯漢堡廣告 機關篇(黃金莓果和牛堡vs.鮮果和牛珍珠堡)
- Commandp我印app網路影片 女主角
- 7-11City Cafe廣告 城市小探索七彩篇 (桂綸鎂代言)
- 瑪登瑪朵廣告 我挺你系列棉花糖篇 (宥勝代言)
- 九族文化村廣告
- LOVEMORE面膜廣告 (畢書盡代言)
- 逆時奇肌系列網路影片 女主角
- HTC Desire 826廣告 女主角
- WOW Furniture進口家具形象廣告 女主角
- 天地合補含鐵四物飲廣告 (桂綸鎂代言)
- Nissan汽車廣告
- 資策會宣傳短片 女主角
- 阿邦師精品購物廣告
- 大陸Atmen蜂膠霧化器網路廣告
- 遠傳電信friDay粉多影展 愛是神馬篇 女主角
- 遠傳電信 年度平面廣告
- 正官庄 平面廣告
- 正官庄廣告 春節找錢篇
- 家樂福網路影片 長年在一起回家好幸福篇
- 新光三越南西店平面廣告
- HTC VIP廣告
- 大陸味全乳酸菌廣告 肚肚快樂權利篇
- 大陸脈動飲料廣告
- 肯德基廣告 上校薄脆雞 分享篇
- 家樂福冷氣特攻隊廣告 女主角
- 微電影-運動絮語 飾 Monica
- 射鵰英雄傳3D手遊廣告 (玖壹壹代言)
- IPSA保養品廣告 女主角
- Lay's樂事廣告 宇宙篇
- 花王魔術靈平面廣告
- 衛視中文台形象廣告 女主角
- 金舒毯廣告 女主角
- Samsung平面廣告
- 浪Live廣告 去興風 去作浪
- 網路劇-N世代 飾 朵朵
- 澡享沐浴乳廣告 關心篇 (林美秀代言)
- 萬丹紅紅豆水廣告 中醫師篇
- 聯合信用卡處理中心 公務機關信用卡繳費平台宣導片 女主角
- UpLive平面廣告
- POYA寶雅生活館平面廣告
- 花王魔術靈平面廣告
- 賽吉兒Saugella 2017新品廣告 女主角
- 婕洛妮絲廣告 睡美人醒膚水霜 女主角
- 名留集團2018年度形象廣告 女主角
- 豐傑生醫餐前準備綠蔬包廣告
- 碧麗妃Benefique廣告 印章篇
- Durex杜蕾斯廣告
- OGX髮品網路影片 女主角
- Hyundai現代汽車平面廣告 女主角
- Hyundai現代汽車Super Elantra網路影片 女主角
- 18天台灣生啤酒廣告 女主角
- 黑人牙膏廣告 鑽石篇 (楊丞琳代言)
- ASUS VivoBook廣告 (孟耿如代言)
- 茶裏王廣告 初衷力量篇
- 詩威特倍舒霜廣告
- 公主遊輪廣告
- HPV疫苗宣導廣告 爭寵篇
- 船井生醫Burner極纖錠廣告 醫師篇
- LactoSkin CPR+瞬效奇蹟水光面膜 網路廣告
- LactoSkin平面廣告
- 船井生醫平面廣告
- Uplive廣告
- 長榮航空機上購物廣告
- 長榮航空Skyshop平面廣告
- Ford Kuga福特汽車廣告 夫妻篇 女主角
- Lay's樂事廣告 自然滋味 親子篇
- 資生堂心機星魅漸層特調眼影 網路影片 女主角
- 資生堂東京櫃美容教室 網路影片 女主角
- 資生堂東京櫃 畢業班內訓影片 女主角
- 渣打銀行廣告 優逸理財語錄篇 (蔡依林代言)
- BIGO LIVE平面廣告
- 信松廣場房地產廣告
- 日本Azbil企業簡介片 女主角
- Kimo德國品牌健康鞋平面
- 善存葉黃素2021年度廣告 女主角
- 善存葉黃素平面廣告
- Foodpanda廣告 菜鳥決勝點篇
- Foodpanda平面廣告
- 漢秘玖蔘抗皺修護精華液廣告 女主角
- 資生堂碧麗妃品牌形象內訓影片 女主角
- 船井生醫Burner食事纖纖網路影片 女主角
- Tokuyo平面廣告
- 安麗雅芝平面廣告
- 詩威特廣告 女主角
- 18天台灣生啤酒廣告 戰場篇/超商冰櫃篇
- Lay’s樂事廣告 中元節拜樂事有好事篇
- 玩很大娛樂城手遊廣告 (高捷代言)
- 自然法則超市廣告 女主角
- Lay's樂事廣告 故宮篇

## 電影
- 《第三個願望》飾 念琪老師 (吳慷仁/曾愷玹主演)
- 《我的蛋男情人》客串 美艷蛋 (林依晨/鳳小岳主演)
- 《機器之血》客串 臥底特工 (成龍/羅志祥/歐陽娜娜主演)

## 戲劇
- 台視《田庄英雄》飾 唐曉萱
- TVB《不懂撒嬌的女人》飾 柯佳宜
- 網劇《N世代》飾 朵朵

## MV
- 梁詠琪《換約》
- 陳零九《我只是害怕不在妳身旁》女主角
- 畢書盡《Love More》
- 黃妃《巴兩個啊乎我清醒》女主角
- 黃文星《心碎的祝福》女主角
- 黃明志《揪你出去玩》

## 節目
- 娛樂大風暴
- 康熙來了
- 綜藝大熱門
- 國光幫幫忙
- 超愛美小姐
- 歡樂智多星
- 星星帶你去旅行
- 就是愛美麗

## 外部鏈接
- 尤緻妍Olivia的Facebook專頁